# Rookie del Año de la American Basketball Association
El "American Basketball Association's Rookie of the Year Award" o Rookie del Año de la ABA es el premio que cada año otorgaba la ABA al mejor jugador debutante en la liga.

## Ganadores
|  | Elegido en el Basketball Hall of Fame |

| Temporada | Jugador         | Nacionalidad   | Equipo                             |
| --------- | --------------- | -------------- | ---------------------------------- |
| 1967-68   | Mel Daniels     | Estados Unidos | Minnesota Muskies                  |
| 1968-69   | Warren Jabali   | Estados Unidos | Oakland Oaks                       |
| 1969-70   | Spencer Haywood | Estados Unidos | Denver Rockets                     |
| 1970-71   | Dan Issel       | Estados Unidos | Kentucky Colonels                  |
| 1970-71   | Charlie Scott   | Estados Unidos | Virginia Squires                   |
| 1971-72   | Artis Gilmore   | Estados Unidos | Kentucky Colonels                  |
| 1972-73   | Brian Taylor    | Estados Unidos | New York Nets                      |
| 1973-74   | Swen Nater      | Países Bajos   | Virginia Squires/San Antonio Spurs |
| 1974-75   | Marvin Barnes   | Estados Unidos | Spirits of St. Louis               |
| 1975-76   | David Thompson  | Estados Unidos | Denver Nuggets                     |